# Rasa del Rovelló
La Rasa del Rovelló és un torrent que aboca les seves aigües a la Rasa del Rèvol per la seva riba dreta a 534 msnm enfront de les restes de la masia del Rovelló.

## Municipis per on passa
Des del seu naixement, la Rasa del Rovelló passa successivament pels següents termes municipals.
|                                                       | Longitud (en m.) | % del recorregut |
| ----------------------------------------------------- | ---------------- | ---------------- |
| Per l'interior del municipi de Cardona                | 1.804            | 90,97%           |
| Fent de frontera entre Clariana de Cardener i Cardona | 179              | 9,03%            |

## Xarxa hidrogràfica
La xarxa hidrogràfica de la Rasa del Rovelló està integrada per 2 cursos fluvials que sumen una longitud total de 2.388 m.